# Chemnitzer Teermumie

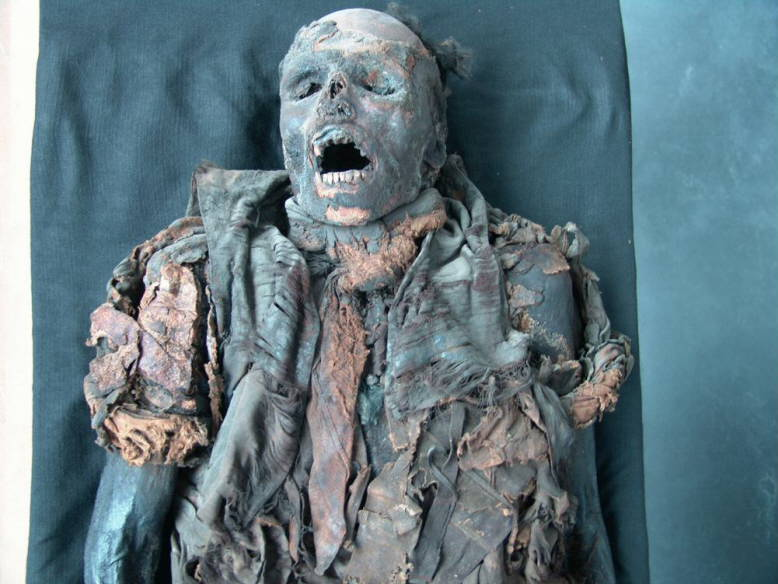
Chemnitzer Teermumie

Die Chemnitzer Teermumie (gestorben 1884) ist eine mumifizierte Leiche, die im Sächsischen Industriemuseum Chemnitz seit 2003 ausgestellt wird.
Im Jahre 1884 fand man in einem Teerbehälter des Städtischen Gaswerkes Chemnitz 1 den Leichnam eines unbekannten, 1,66 m großen Mannes in Arbeitertracht. Die Todesursache konnte nicht geklärt werden. Da die Leiche keine Anzeichen für ein Gewaltverbrechen aufwies, wurde sie zur Beerdigung freigegeben. Nach 23 Jahren, im Jahre 1907, wurde der Leichnam vom Gerichtsmedizinischen Institut Leipzig exhumiert und untersucht. Dabei zeigte sich, dass die Leiche völlig mumifiziert war.
Der Körper und die Arbeitskleidung sind infolge der konservierenden Wirkung der bei der Gaserzeugung aus Kohle entstehenden Teerderivate bis heute erhalten.